# 武峨州
武峨州，唐朝时设置的州，在今越南太原省:23。
天宝元年（742年），改为武峨郡。乾元元年（758年），复为武峨州。一千八百五十户，五千三百二十口。下辖七县：武峨县（州治）、如马县、武义县、武夷县、武缘县、武劳县、梁山县。唐朝末年，武安州属于静海节度使。